# Glindow
Glindow is een plaats in de gemeente Werder, in de Duitse deelstaat Brandenburg. De plaats telt ongeveer 3600 inwoners.
Het is een stadsdeel van Werder (Havel), zie verder aldaar.